# GNU TeXmacs
GNU TeXmacs는 GNU 프로젝트의 과학용 워드 프로세서이자 조판 구성 요소이다. TeX 기능을 갖춘 GNU 이맥스의 변형으로 시작되었지만 TeX 글꼴을 사용하면서 다른 프로그램과 코드를 공유하지 않는다. 요리스 반 데르 호벤(Joris van der Hoeven)과 개발자 그룹이 개발 및 관리하고 있다. 이 프로그램은 위지윅(WYSIWYG) 사용자 인터페이스를 통해 구조화된 문서를 생성한다. 사용자는 새로운 문서 스타일을 만들 수 있다. 편집기는 전문적인 문서 제작을 위해 고품질 조판 알고리즘과 TeX 및 기타 글꼴을 제공한다.

## 같이 보기
- 오피스 제품군 비교
- 워드 프로세서 목록
- LyX